# Мантенья, Джиа
Джиа Мантенья (англ. Gia Mantegna; род. 17 апреля 1990, Манхэттен, Нью-Йорк) — американская актриса кино и телевидения, начавшая сниматься в возрасте 13 лет.

## Биография
Джина Кристина Мантенья (настоящее имя актрисы) родилась 17 апреля 1990 года в Манхэттене (Нью-Йорк, США). Отец — известный кинематографист Джо Мантенья, мать — Арлин Мантенья (до замужества — Врель). Ещё в младенчестве девочка с родителями переехала в Лос-Анджелес (штат Калифорния), где её отец продолжил карьеру актёра, сценариста, продюсера и режиссёра, а мать открыла ресторан «Вкус Чикаго» в близлежащем городе Бербанк. Джина с детства серьёзно занималась гимнастикой, балетом, она играет на пианино и саксофоне, хорошо поёт. Младшая сестра — Миа, малоизвестная гримёр, актриса и сценарист.
Дебют девочки на киноэкранах состоялся в 2003 году, когда ей было 13 лет, в фильме «Дядя Нино», где главную роль играл её отец. С тех пор Джиа снимается регулярно, в кино- и телефильмах, телесериалах, и по состоянию на март 2019 года она появилась в 29 фильмах (в т. ч. в одном короткометражном) и сериалах. В 2008 году, достигнув совершеннолетия, девушка официально поменяла своё имя на Джиа (она убрала из него букву «н»).

## Награды и номинации
- 2007[англ.] — Премия «Молодой актёр» в категории «Лучший молодёжный актёрский состав в полнометражном фильме» за роль в фильме «Дети без присмотра» — номинация.
- 2011 — «Золотой глобус» в категории «Мисс „Золотой глобус“» за то, что является дочерью известного кинематографиста Джо Мантеньи — победа[3][5].

## Избранная фильмография
Широкий экран
- 2003 — Дядя Нино[англ.] / Uncle Nino — Джина
- 2004 — Из 13 в 30 / 13 Going on 30 — Джина
- 2006 — Дети без присмотра / Unaccompanied Minors — Грейс Конрад
- 2007 — В стране женщин / In the Land of Women — подросток
- 2010 — И наступит тьма / And Soon the Darkness — Камила
- 2011 — Квартира 143[англ.] / Emergo — Кейтлин Уайт
- 2013 — Эмпайр-стейт / Empire State — Вики
- 2013 — Мёрзлая земля / The Frozen Ground — Дебби Питерс
- 2013 — Джейк в квадрате[англ.] / Jake Squared — Сара
- 2014 — Отвязная Калифорния[англ.] / California Scheming — Хлоя Вандерштеен
- 2014 — Проси меня о чём угодно[англ.] / Ask Me Anything — Джейд
- 2014 — Принц / The Prince — Бет

Телевидение
- 2008—2009 — Втайне от родителей / The Secret Life of the American Teenager — Пэтти (в 3 эпизодах[англ.])
- 2008, 2017 — Мыслить как преступник / Criminal Minds — Линдси Вон (в 4 эпизодах)[6]
- 2009 — Медиум / Medium — Девин Митчелл (в эпизоде Who's That Girl[англ.])
- 2010—2011 — Гигантик[англ.] / Gigantic — Ванесса Кинг (в 18 эпизодах)
- 2013 — Восприятие / Perception — Эрика Бичер (в эпизоде Asylum)
- 2014—2015, 2017 — Бывает и хуже / The Middle — Девин Левин (в 10 эпизодах)
- 2015 — Под куполом / Under the Dome — Лили Уолтерс (в 6 эпизодах)
- 2019 — Частный детектив Магнум / Magnum P.I. — Карен Макдауэлл (в эпизоде Black is the Widow)

Сразу-на-видео
- 2014 — Поселенцы[англ.] / Squatters — Стефани